# مارينكو ماتوسيفيتش
مارينكو ماتوسيفيتش (بالإنجليزية: Marinko Matosevic)‏ (ولد في 8 أغسطس 1985، في جايس، يوغسلافيا, الآن البوسنة والهرسك). هو لاعب كرة مضرب محترف.